# 火星の太陽面通過 (土星)
土星における火星の太陽面通過（かせいのたいようめんつうか）とは、土星と太陽のちょうど間に火星が入り、太陽面を通過する天文現象である。

## 概要
土星における火星の太陽面通過は、紀元前125000年から125000年の25万年間で8607回ある。前回は2008年5月16日、次回は2024年5月17日に発生する。
現在の火星の太陽面通過の発生周期はおおむね2つのパターンに分類され、約73年（約72.5年から約75年まで幅がある）と約14年の間隔が交互に繰り返す周期と、約88年5ヶ月の間隔が連続で続く周期がある。回数で言えば前者の方が多く、後者が少ない。ただし約58年や約44年といった、このパターンに当てはまらない間隔も混じっているので実際には複雑である。またこの周期は変化しやすく、例えば5100年6月15日以降は、ほぼ約44年3ヶ月間隔の周期で発生するし、316年7月24日以前はほぼ約72年5ヶ月と約16.5年間隔の繰り返しである。

## 太陽面通過の起こる日
日付は最大食の日付 (UTC)。
| 年月日         | 最大食 |
| -------------- | ------ |
| 1831年7月25日  | 15:07  |
| 1847年7月26日  | 18:43  |
| 1919年12月21日 | 01:26  |
| 1935年12月22日 | 10:48  |
| 2008年5月17日  | 05:16  |
| 2024年5月17日  | 14:09  |
| 2082年8月26日  | 16:33  |
| 2096年10月11日 | 23:02  |
| 2171年1月22日  | 03:07  |
| 2185年3月10日  | 04:19  |

## 同時太陽面通過
- 火星の太陽面通過が水星の太陽面通過と同時に起こることはあるが、極めて稀である。前回は紀元前57323年8月9日である。
- 火星の太陽面通過が地球の太陽面通過および月の太陽面通過と同時に起こることはあるが、極めて稀である。前回は紀元前73651年6月8日である。